# Garou (album)
Garou – trzeci francuskojęzyczny studyjny album kanadyjskiego artysty Garou, wydany 12 czerwca 2006 w Europie i 20 czerwca 2006 w Kanadzie.
Autorami piosenek są nie tylko twórcy, z którymi Garou współpracował dotychczas, ale zupełnie nowi autorzy i kompozytorzy. Jacques Veneruso napisał rytmiczny utwór Le temps nous aime. To była pierwsza piosenka wybrana na płytę, zanim jeszcze album Reviens na dobre opuścił listy przebojów. Veneruso skomponował też muzykę do Viens me chercher z tekstem JJ Goldmana. To pierwsza współpraca między dwoma autorami. Pascal Obispo, odkrywca talentu Natashy St-Pier napisał dla Garou utwór L`injustice – singiel promujący wydawnictwo. Wideoclip do tej piosenki nakręcono w Montrealu i połączono z teledyskiem Je suis le meme. W momencie gdy kończy się L`injustice zaczyna się  Je suis le meme. Tino Izzo, quebecki kompozytor, z którym Garou od dawna chciał pracować jest twórcą muzyki do tej piosenki, a tekst napisała Diane Cadieux.
We Francji album certyfikowano podwójną platynową płytą.

## Wersje albumu
- CD – wersja standardowa
- CD dual disc – na jednej płycie jest CD i DVD. Na DVD umieszczono dwa teledyski L`injustice i Je suis le meme oraz film o nagrywaniu albumu. Od 2006 r. Sony BMG zaczęła wydawać albumy w tym formacie. Album Garou był pierwszą taką płytą.

## Lista utworów
| #   | Tytuł                    | Autor tekstu         | kompozytor                               | Czas trwania |
| --- | ------------------------ | -------------------- | ---------------------------------------- | ------------ |
| 1.  | Le temps nous aime       | Jacques Veneruso     | Jacques Veneruso                         | 3:26         |
| 2.  | Je suis le meme          | Diane Cadieux        | Tino Izzo                                | 3:29         |
| 3.  | Plus fort que moi        | Frederic Doll        | David Gategno                            | 3:00         |
| 4.  | L`injustice              | Pascal Obispo        | Pascal Obispo                            | 5:17         |
| 5.  | Que le temps             | Sandrine Roy         | Sylvain Michel                           | 3:58         |
| 6.  | Meme par amour           | Patrice Guirao       | Pascal Obispo                            | 3:23         |
| 7.  | Dis que tu me retiendras | Diane Cadieux        | Tino Izzo                                | 3:36         |
| 8.  | Trahison                 | Luc Plamondon        | Aldo Nova, Johan Boback, Joachim Nilsson | 3:57         |
| 9.  | Miliers de pixels        | Diane Cadieux        | Tino Izzo                                | 3:33         |
| 10. | Je suis debout           | Jacques Veneruso     | Jacques Veneruso                         | 3:26         |
| 11. | Viens me chercher        | Jean Jacques Goldman | Jacques Veneruso                         | 3:32         |
| 12. | Quand je manque de toi   | Jacques Veneruso     | Jacques Veneruso                         | 3:29         |